# Metacroleína
La Metacroleína, o methacrylaldehyde, es un aldehído insaturado. Es un líquido transparente, incoloro, inflamable que se encuentra presente en los cigarrillos cuando se fuma.
Industrialmente, el uso primario de metacroleína es en la fabricación de polímeros sintéticos y resinas.
La exposición a la metacroleína es altamente irritante para los ojos, nariz, garganta y pulmones.
El aceite esencial de la planta artemisa (Artemisia tridentata) contiene un 5% de metacroleína.